# Raisa Smehnova
Raisa Filipovna Katjukova-Smehnova (belorusko Раіса Кацюкова-Сьмехава), beloruska atletinja, * 16. september 1950, Kaltan, Sovjetska zveza.
Nastopila je na olimpijskih igrah v letih 1976 in 1988, ko je osvojila šestnajsto mesto v maratonu. Na svetovnih prvenstvih je v isti disciplini osvojila bronasto medaljo leta 1983. Leta 1985 je osvojila naslov sovjetske državne prvakinje v maratonu.